# مبارکه (مروست)
مبارکه، روستایی در دهستان مبارکه بخش مرکزی شهرستان مروست در استان یزد ایران است. این روستا، مرکز دهستان مبارکه است.

## جمعیت
بر پایه سرشماری عمومی نفوس و مسکن در سال ۱۳۹۵، جمعیت این روستا برابر با ۳۶۰ نفر (۱۰۹ خانوار) بوده‌است.